# 茶马镇
茶马镇，是中华人民共和国贵州省黔西南布依族苗族自治州晴隆县下辖的一个乡镇级行政单位。
2016年1月29日，贵州省人民政府批复同意晴隆县部分乡镇行政区划调整，新设置的茶马镇辖原马场乡行政区域和原大田乡达土村、大田村、兵务村、董箐村，镇人民政府驻马场村。

## 行政区划
茶马镇下辖以下地区：
大田村、达土村、董箐村、兵务村、战马村、马场村、青山村、茶际村、中云头村、鲁迫村、野寨村和坪寨村。